# Andrzej Kowalski (generał)
Andrzej Wojciech Kowalski (ur. 18 kwietnia 1967) – polski funkcjonariusz cywilnych i wojskowych służb specjalnych w stopniu generała brygady, pedagog, w 2007 p.o. Szefa Służby Kontrwywiadu Wojskowego, w latach 2015–2020 Szef Służby Wywiadu Wojskowego.

## Życiorys
W 1986 ukończył Zespół Szkół Elektronicznych w Warszawie (specjalizacja maszyny matematyczne), a w 1991 Wydział Pedagogiczny Uniwersytetu Warszawskiego. Założyciel i dyrektor szkoły podstawowej w Specjalnym Ośrodku Szkolno-Wychowawczym w Konstancinie. Po 2007 powrócił do wykonywania zawodu pedagoga w Gimnazjum Przymierza Rodzin.
Służył kolejno w Departamencie Kontrwywiadu Urzędu Ochrony Państwa, Agencji Bezpieczeństwa Wewnętrznego, Służbie Kontrwywiadu Wojskowego (2006–2011) oraz Służbie Wywiadu Wojskowego. Uczestniczył w pracach nad likwidacją Wojskowych Służb Informacyjnych, uchodząc za związanego z Antonim Macierewiczem. Podjął następnie współpracę z tzw. podkomisją smoleńską, wypowiadał się też jako ekspert w prasie.
Zajmował m.in. stanowisko zastępcy szefa Służby Kontrwywiadu Wojskowego. 5 listopada 2007 powierzono mu obowiązki Szefa SKW w miejsce Antoniego Macierewicza. 20 listopada tego samego roku minister Bogdan Klich zdymisjonował go po oskarżeniach o nielegalne przechowywanie i kopiowanie dokumentów z likwidacji WSI w Biurze Bezpieczeństwa Narodowego.
19 listopada 2015 powierzono mu obowiązki szefa Służby Wywiadu Wojskowego, objął to stanowisko 16 lutego 2016. 5 lipca 2016 awansowany do stopnia generała brygady. Zakończył kierowanie SWW 27 stycznia 2020.
W sierpniu 2023 z rekomendacji posłów Prawa i Sprawiedliwości został powołany przez Sejm w skład Państwowej Komisji do spraw badania wpływów rosyjskich na bezpieczeństwo wewnętrzne Rzeczypospolitej Polskiej w latach 2007–2022. 29 listopada 2023 został odwołany ze stanowiska przez Sejm.
Publikował książki, w tym Rosyjski sztylet: działalność wywiadu nielegalnego (2013), Kontra: sztuka walki z wywiadem przeciwnika (2015) oraz Założycielska klęska GRU: Zwycięstwo Oddziału II w wojnie polsko-bolszewickiej 1919–1920 (2022).
Od 1984 był związany z Ruchem Światło-Życie.
Wszedł w skład komitetu wspierającego kandydaturę Karola Nawrockiego na prezydenta RP w wyborach w 2025. W lipcu 2025 Karol Nawrocki zapowiedział powołanie Andrzeja Kowalskiego na zastępcę szefa Biura Bezpieczeństwa Narodowego. W sierpniu tego samego roku objął to stanowisko.